# Мальта (аэропорт)
Международный аэропорт Мальты (англ. Malta International Airport, мальт. Ajruport Internazzjonali ta ’Malta) — единственный международный аэропорт на территории Мальты. Расположен близ муниципалитета Лука, приблизительно в 5 км к юго-западу от столицы Валлетты.
Первые аэродромы на Мальте имели военное назначение ввиду стратегически важного географического положения острова. Гражданское авиасообщение началось в 1920-е годы.
Первый пассажирский терминал на аэродроме Королевских военно-воздушных сил Великобритании близ поселения Лука открылся 31 марта 1958 года. В октябре 1977 года была построена новая взлётно-посадочная полоса. После обретения независимости от Великобритании и вывода Королевских воздушных сил аэропорт был передан местным властям в 1979 году. Планы по строительству нового терминала аэропорта появились в 1987 году, реализованы они были между 1989 и 1991 годами, а официальное открытие нового терминала состоялось 7 февраля 1992 года.
Аэропорт является базой мальтийской авиакомпании Air Malta, осуществляющей рейсы в различные города Европы, Азии и Африки.

## Авиакомпании и направления
| Авиакомпания                | Направления |
| --------------------------- | --- |
| Aegan Airlines              | Афины |
| Air Baltic                  | Рига |
| Air Malta                   | Амстердам, Брюссель, Бухарест, Вена, Касабланка, Катания, Киев, Лион, Лиссабон, Лондон (Гатвик), Лондон (Саутенд), Лондон (Хитроу), Малага, Марсель, Милан, Москва, Мюнхен, Париж (Орли), Париж (Шарль-де-Голь), Рим, Тарб, Тель-Авив, Тунис, Франкфурт-на-Майне, Цюрих                                                                                                   |
| Air Serbia                  | Белград |
| British Airways             | Лондон |
| EasyJet                     | Лондон (Гатвик), Лондон (Саутенд), Манчестер, Милан, Неаполь |
| Emirates                    | Дубай |
| Finnair                     | Хельсинки |
| Iberia Express              | Мадрид |
| Jet2.com                    | Белфаст, Глазго, Ноттингем, Ньюкасл |
| Lufthansa                   | Мюнхен, Франкфурт-на-Майне |
| Norwegian Air International | Копенгаген |
| Qatar Airways               | Доха |
| Ryanair                     | Бари, Барселона, Берлин, Биллунн, Бирмингем, Болонья, Борнмут, Братислава, Бристоль, Брюссель, Будапешт, Валенсия, Венеция, Дублин, Катания, Корк, Лидс, Лондон (Лутон), Лондон (Станстед), Ливерпуль, Люксембург, Маастрихт, Мадрид, Милан, Неаполь, Ноттингем, Нюрнберг, Париж, Перуджа, Пиза, Познань, Порту, Рига, Рим, Салоники, Стокгольм, Таллин, Тулуза, Эдинбург |
| Scandinavian Airlines       | Стокгольм |
| Tunisair Express            | Тунис |
| Turkish Airlines            | Стамбул |
| Volotea                     | Бордо, Верона, Ницца |
| Wizz Air                    | Белград, Будапешт, Варшава, Вена, Катовице, София |